# Asiatische Entwicklungsbank
Die Asiatische Entwicklungsbank (englisch Asian Development Bank, kurz ADB) ist eine multilaterale Entwicklungsbank mit Sitz in Manila (Philippinen).

## Geschichte
Im März 1965 initiierte die Wirtschafts- und Sozialkommission für Asien und den Pazifik der Vereinten Nationen die Gründung einer Entwicklungsbank für diesen Raum. Bereits am 4. Dezember 1965 wurde in Manila von zunächst 21 Staaten, darunter der damaligen Bundesrepublik Deutschland, bis zum 31. Januar 1966 von weiteren neun Staaten, darunter Österreich, das Übereinkommen zur Errichtung der Asiatischen Entwicklungsbank unterzeichnet. Dieser trat mit Hinterlegung der 15. Ratifikations- bzw. Annahmeurkunde beim Generalsekretär der Vereinten Nationen am 22. August 1966 in Kraft.
Die kleine Insel Niue ist 2019 der AEB beigetreten; sie ist der 68. Mitgliedsstaat.
Die AEB entwickelt gemeinsam mit Regierungen und Geschäftsbanken ein Szenario, wie die Kohleverstromung in den nächsten 15 Jahren signifikant verringert werden kann. Das Konzept soll auf der UN-Klimakonferenz im November 2021 (in Glasgow) vorliegen.

## Aufgaben
Die Tätigkeit ist primär auf Armutsbekämpfung in Asien und der Pazifikregion durch wirtschaftliche Entwicklung und Zusammenarbeit ausgerichtet. In ihrem strategischen Rahmenplan (2001 bis 2015) legte die Bank den Schwerpunkt ihrer Tätigkeit auf die Privatsektorentwicklung, regionale Kooperation und nachhaltige Umweltpolitik.
Die Bank vergibt Darlehen und tätigt Kapitalbeteiligungen. Obwohl auch Kreditvergaben an den privaten Sektor möglich sind, gehen die meisten Darlehen an den öffentlichen Bereich.
Über den (rechtlich unselbständigen) Asiatischen Entwicklungsfonds – auch diesen hat Deutschland mitbegründet – vergibt die Bank zinsgünstige Kredite an ihre ärmeren regionalen Mitgliedsländer (siehe auch: Entwicklungshilfe).

## Organisation
Jedes Mitgliedsland benennt ein Mitglied und dessen Stellvertreter für das Direktorium (Board of Governors) der Bank. Dieses wählt den Verwaltungsrat (Board of Directors), bestehend aus zwölf Mitgliedern und deren Stellvertretern. Von ihnen repräsentieren acht die Asien-Pazifik-Region, während weitere vier aus anderen Regionen der Welt stammen. Auch der Präsident (President) der Bank wird vom Direktorium für eine Amtszeit von fünf Jahren gewählt, seine Wiederwahl ist möglich. Der Präsident steht dem Verwaltungsrat vor und ist in der Geschäftsführung der Bank dessen Weisungen unterworfen. Traditionell wird stets ein Japaner in das Amt des Präsidenten gewählt. Erster Präsident war Takeshi Watanabe, ab Januar 1999 bekleidete dieses Amt Tadao Chino, der im Februar 2005 durch Haruhiko Kuroda abgelöst wurde. Nachfolger Kurodas wurde im April 2013 Takehiko Nakao auf welchen 2020 Masatsugu Asakawa folgte. Seit Februar 2025 ist Masato Kanda Präsident der ADB. Japan ist einer der größten Anteilseigner der Bank und stellt seit Gründung der Institution durchgehend den Präsidenten.
Repräsentanzbüros werden in vielen Ländern unterhalten; das Europabüro befindet sich in Frankfurt am Main.
Die Einrichtung des Europabüros beruht auf dem Abkommen vom 11. Dezember 1996, mit dem der Bank und ihren Bediensteten bestimmte diplomatische Vorrechte und Befreiungen gewährt worden sind. Das Abkommen trat am 1. März 1998 in Kraft.

## Mitglieder
Die größten Anteilseigner der Asiatischen Entwicklungsbank sind USA und Japan mit jeweils 15,6 %. Deutschland hat einen Anteil von 4,3 %.
Mitgliedstaaten nach Regionen:
| Afghanistan         | Afghanistan (1966)         |
| Armenien            | Armenien (2005)            |
| Australien          | Australien (1966)          |
| Aserbaidschan       | Aserbaidschan (1999)       |
| Bangladesch         | Bangladesch (1973)         |
| Bhutan              | Bhutan (1982)              |
| Brunei              | Brunei Darussalam (2006)   |
| Kambodscha          | Kambodscha (1966)          |
| China Volksrepublik | Volksrepublik China (1986) |
| Cookinseln          | Cookinseln (1976)          |
| Fidschi             | Fidschi (1970)             |
| Georgien            | Georgien (2007)            |
| Hongkong            | Hongkong (1969)            |
| Indien              | Indien (1966)              |
| Indonesien          | Indonesien (1966)          |
| Japan               | Japan (1966)               |
| Kasachstan          | Kasachstan (1994)          |

| Kiribati                       | Kiribati (1974)        |
| Korea Sud                      | Südkorea (1966)        |
| Kirgisistan                    | Kirgisistan (1994)     |
| Laos                           | Laos (1966)            |
| Malaysia                       | Malaysia (1966)        |
| Malediven                      | Malediven (1978)       |
| Marshallinseln                 | Marshallinseln (1990)  |
| Mikronesien Foderierte Staaten | Mikronesien (1990)     |
| Mongolei                       | Mongolei (1991)        |
| Myanmar                        | Myanmar (1973)         |
| Nauru                          | Nauru (1991)           |
| Nepal                          | Nepal (1966)           |
| Neuseeland                     | Neuseeland (1966)      |
| Niue                           | Niue (2019)            |
| Pakistan                       | Pakistan (1966)        |
| Palau                          | Palau (2003)           |
| Papua-Neuguinea                | Papua-Neuguinea (1971) |

| Philippinen   | Philippinen (1966)   |
| Samoa         | Samoa (1966)         |
| Singapur      | Singapur (1966)      |
| Salomonen     | Salomonen (1973)     |
| Sri Lanka     | Sri Lanka (1966)     |
| Taiwan        | Taiwan (1966)        |
| Tadschikistan | Tadschikistan (1998) |
| Thailand      | Thailand (1966)      |
| Osttimor      | Osttimor (2002)      |
| Tonga         | Tonga (1972)         |
| Turkmenistan  | Turkmenistan (2000)  |
| Tuvalu        | Tuvalu (1993)        |
| Usbekistan    | Usbekistan (1995)    |
| Vanuatu       | Vanuatu (1981)       |
| Vietnam       | Vietnam (1966)       |

| Osterreich  | Österreich (1966)  |
| Belgien     | Belgien (1966)     |
| Kanada      | Kanada (1966)      |
| Danemark    | Dänemark (1966)    |
| Finnland    | Finnland (1966)    |
| Frankreich  | Frankreich (1970)  |
| Deutschland | Deutschland (1966) |

| Irland      | Irland (2006)      |
| Italien     | Italien (1966)     |
| Luxemburg   | Luxemburg (2003)   |
| Niederlande | Niederlande (1966) |
| Norwegen    | Norwegen (1966)    |
| Portugal    | Portugal (2002)    |

| Spanien                | Spanien (1986)                |
| Schweden               | Schweden (1966)               |
| Schweiz                | Schweiz (1967)                |
| Turkei                 | Türkei (1991)                 |
| Vereinigtes Konigreich | Vereinigtes Königreich (1966) |
| Vereinigte Staaten     | USA (1966)                    |